# Vlasta Žehrová
Vlasta Žehrová (* 10. května 1956 Havlíčkův Brod) je česká herečka a dabérka.

## Život
Po absolvování hudebně-dramatického oddělení Pražské konzervatoře dálkově vystudovala obor divadelní a filmová věda na Filozofické fakultě Univerzity Karlovy v Praze. Již během studia hrála v Národním divadle. Z televizní tvorby se objevila například v seriálu TV Nova Ordinace v růžové zahradě.

## Výběr filmografie
- My všichni školou povinní - 1984
- Doktor z vejminku – 1985
- Náhrdelník, TV seriál – 1992
- Na dvojce je Pavarotti – 1994
- Četnické humoresky, TV seriál – 1997
- Na lavici obžalovaných justice – 1998
- Šípková Růženka – 2001
- Popel a pálenka – 2001
- Náměstíčko, TV seriál – 2004
- Hodný chlapec – 2004
- 3 plus 1 s Miroslavem Donutilem – 2005
- Žralok v hlavě – 2005
- Ordinace v růžové zahradě, TV seriál – 2005
- Swingtime – 2006
- Soukromé pasti, TV minisérie – 2008
- Kriminálka Anděl, TV seriál – 2008
- Vyprávěj, TV seriál – 2009
- Obchoďák, TV seriál - 2012

## Rozhlas
- 1993 Zdeněk Svěrák: Podzemnice olejná, režie Jan Fuchs, účinkují: Vlasta Žehrová, Zdeněk Svěrák, Jiří Pleskot, Jiřina Jirásková, Petr Pelzer a Martin Růžek.